# ソリディーモの冠番組
「ソリディーモの冠番組」（ソリディーモのかんむりばんぐみ、通称：ソリ冠）は、2017年1月から6月までの半年間、とちぎテレビ制作、関東地方の独立局で放送されていたテレビのバラエティ番組である。全25回。男性グループSOLIDEMOが主演し、彼らにとっては地上波初の冠番組である。

## 概要
各回は、「楽屋裏のメンバー気になるトーク」「体当たりロケ」「キャラクターコント」「ムチャぶりエンディングコーナー」の四部から構成される。
2017年4月1日のエイプリルフールの1日だけ「反リディーモの冠番組」と番組名が変更された。同時に番組のコントキャラクターがメンバー8人のツイッターアカウントを乗っ取った。
同年、前半期の放送場面を集めた4枚組のDVD、Blu-rayが5月31日に発売。後半期の放送場面を集めた4枚組が9月27日に発売。
なお、2017年3月までは、とちぎテレビでは5いっしょ3ちゃんねる同時ネット枠の23時台の放送であった。4月より同時ネット枠を解消・22時30分台に移動したため、『Rock to the Future』（後の『ろっくとぅざふゅーちゃー』）が2011年4月に同時ネット枠として放送開始して以降続いていた同時ネット枠が、6年間で幕を閉じることになった。

## 出演者
- SOLIDEMO
  - シュネル
  - 向山毅
  - 佐々木和也
  - 佐脇慧一
  - 中山優貴
  - 木全寛幸
  - 山口智也
  - 手島章斗
- コーナー出演
  - 葉加瀬マイ（トレンドフロンティア）
  - 響（トレンドフロンティア）
  - 河合梨加（P.IDL）（トレンドフロンティア）
  - 塚本舞（ブロガー）（トレンドフロンティア）
  - 坂本美穂（ブロガー）（トレンドフロンティア）
  - 安田大サーカス・クロちゃん（第7回コントゲスト）

## 内容

### 体当たりロケ
- 食レポ対決「ソバ打ちリポートバトル」（第1回）
- イケメン自撮り対決「アスレチック対決」（第2回）
- 運動神経対決「カートレース」（第3回）
- チーム対抗罰ゲーム対決「よみうりランド」（第4回～第6回）
- 感動ドキュメント「あの〇〇で待ってます」（第7回～第11回）[注釈 1]
- ソリ冠ベストカップル大賞（第12回～第13回）[注釈 2]
- チーム対抗「江戸力バトル」（第14回～第15回）[注釈 3]
- チーム対抗「魚力バトル！」（第16回～第17回）[注釈 4]
- 特別版「3rd ANNIVERSARY LIVEに密着」（第18回）[注釈 5]
- 佐脇陸上2017（第19回～第20回）[注釈 6]
- 居酒屋トーク（第21回～第22回）[注釈 7]
- シュネル発案！バンドを作ってみよう（第23回～第24回）[注釈 8]
- 新企画プレゼン大会！（第25回）[注釈 9]

### コントコーナー
- 会議中に「ひとつ屋根の下」（第1回）
  - あんちゃん・木全寛幸
  - 小雪・山口智也
- ミラクル系アイドル・ゆうこりん（第2回、第10回）
  - ゆうこりん・中山優貴
  - マネージャー・木全寛幸
  - プロデューサー・シュネル
  - AB（アシスタントバミリ）手島章斗[注釈 10]
- 誘惑振付師・やちょ口先生（第3回）
  - やちょ口先生・山口智也
- わっしょい佐々木の今夜も買わナイト（第4回）
  - わっしょい佐々木・佐々木和也
  - アシスタントゆうこりん・中山優貴
  - 視聴者・木全寛幸
  - 体験者・山口智也
- ソリ大陸（第5回）
  - おじさん・シュネル
  - アキ子・手島章斗
  - アキ子の子供・向山毅
  - アキ子の男・山口智也
- オイルマン（第6回）
  - オイルマン・佐脇慧一
  - いじめられっ子の幼稚園児・向山毅
  - いじめっ子の幼稚園児・シュネル、佐々木和也
- クロちゃんの相方（第7回）（第14回）
  - シロちゃん・向山毅
  - クロちゃん・クロちゃん
- サッカープレイヤー槙野（第8回）
  - 槙野役・木全寛幸
- かあさん（第9回）
  - かあさん・手島章斗
  - SOLIDEMOメンバー役・木全寛幸、佐々木和也
  - SOLIDEMOマネージャー・佐脇慧一
- わっしょい佐々木の今夜も買わナイト（第11回）
  - わっしょい佐々木・佐々木和也
  - アシスタントゆうこりん・中山優貴
  - 視聴者・木全寛幸
  - 体験者・向山毅
- ソリ大陸特別編・ひとときの幸せ（第12回）
  - おじさん・シュネル
  - かあさん・手島章斗
- オイルマン（第13回）
  - オイルマン・佐脇慧一
  - 偽オイルマン・シュネル
  - 幼稚園児・佐々木和也、向山毅
  - 不良学生・手島章斗
- 誘惑入国審査官・やちょ口（第14回）
  - やちょ口・山口智也
  - 旅行客・木全寛幸、手島章斗、佐々木和也、中山優貴
- 悪魔の振付師・デーモンやちょ口（第15回）
  - やちょ口・山口智也
  - 木全寛幸、手島章斗、佐々木和也、佐脇慧一
- タケップ大統領～台本無しの政策発表（第16回）
  - 大統領・向山毅
  - 大統領首席補佐官・木全寛幸
  - 記者・手島章斗、佐々木和也、佐脇慧一、シュネル
- ゆうこりんの突撃！隣の朝ごはん（第19回）
  - ゆうこりん・中山優貴
  - おじさん・シュネル
  - マネージャー・木全寛幸
  - AB（アシスタントバミリ）手島章斗
- 天才子役・カズくん（第20回）
  - 天才子役・カズくん・佐々木和也
  - 相手女優・手島章斗
  - ドラマ監督・向山毅
  - カズくんの母・シュネル
- ゆるい男・キマさんとゆうきの日常（第21回）
  - キマさん・木全寛幸
  - ゆうき・中山優貴
- 匠（たくみ）（第22回）
  - 匠・向山毅
  - リポーター・佐脇慧一、手島章斗
  - 匠の弟子・佐々木和也、シュネル
- ソリッドモンスター（第23回）
  - ポケモントレーナー・木全寛幸、佐々木和也
  - モンスター ピタチュウ・手島章斗
  - モンスター アクチュウ・向山毅
  - モンスター フローズン・中山優貴
  - モンスター オークラ・山口智也
- サワキング（第24回）
  - 王様・佐脇慧一
  - 家来・向山毅、手島章斗、佐々木和也、シュネル
- おじさん～最終章～笑顔の再出発（第25回）
  - おじさん・シュネル
  - アキ子・手島章斗
  - ギャル風の女性・向山毅
  - 弁護士・佐脇慧一

※第17回、第18回はコントコーナーなし

## 放送局と放送時間
| 放送対象地域 | 放送局                                     | 放送期間        | 系列                            | 放送日時           | 備考                                                                              |
| ------------ | ------------------------------------------ | --------------- | ------------------------------- | ------------------ | --------------------------------------------------------------------------------- |
| 栃木県       | とちぎテレビ（GYT、とちテレ） （制作局）   | 2017年1月5日 -  | 独立協 （5いっしょ3ちゃんねる） | 木曜 22:25 - 22:55 | 再放送は月曜日20:00 - 20:30。 2017年1月 - 3月は、木曜 23:00 - 23:30に放送された。 |
| 群馬県       | 群馬テレビ（GTV）                          | 2017年1月5日 -  | 独立協 （5いっしょ3ちゃんねる） | 木曜 23:00 - 23:30 | 35分遅れ 2017年1月 - 3月は、とちテレ（本放送）と同時ネット。                      |
| 千葉県       | 千葉テレビ放送（CTC、チバテレ）            | 2017年1月5日 -  | 独立協 （5いっしょ3ちゃんねる） | 木曜 24:30 - 25:00 | 2時間5分遅れ。                                                                    |
| 神奈川県     | テレビ神奈川（tvk）                        | 2017年1月10日 - | 独立協 （5いっしょ3ちゃんねる） | 火曜 9:00 - 9:30   | 5日遅れ 唯一の、午前中の放送。                                                    |
| 埼玉県       | テレビ埼玉（TVS、テレ玉）                  | 2017年1月10日 - | 独立協 （5いっしょ3ちゃんねる） | 火曜 23:30 - 24:00 | 5日遅れ。                                                                         |
| 東京都       | 東京メトロポリタンテレビジョン（TOKYO MX） | 2017年1月2日 -  | 独立協                          | 月曜 23:00 - 23:30 | 3日前倒し。MX2、ワンセグ2で放送。                                                 |
| 岐阜県       | 岐阜放送（ぎふチャン）                     | 2017年4月2日 -  | 独立協                          | 日曜 22:30 - 23:00 | 3カ月遅れ。                                                                       |

## スタッフ
- 企画・監修：佐藤浩輝（ナイスさとう👍）
- アドバイザー：金子正男
- プロデューサー：堀田和雄、宮越香司、小山恭志
- AP：国府田真里、宮島萌
- ディレクター：稲永史郎
- 撮影：大澤崇久、大塚昭彦
- 音効：吉田祐一
- ナレーション：樋口さやか

## DVD・Blu-ray
- ソリディーモの冠番組
  - 発売日:2017年5月31日
  - 時間:298 分
  - ディスク枚数:4
  - 販売元:avex trax
  - ASIN:B06XZ1G4Z6
  - JAN:4988064925421
- ソリディーモの冠番組２
  - 発売日:2017年9月27日
  - 時間:296 分
  - ディスク枚数: 4
  - 販売元:avex trax
  - ASIN:B0759LV113
  - JAN:4988064925728